# Josef Filip z Thun-Hohensteinu
Josef Filip Maria hrabě z Thun-Hohensteinu (německy Josef Philipp Maria Graf von und zu Thun-Hohenstein; 27. března 1856 Praha – 11. července 1932 Vídeň) byl česko-rakouský šlechtic a státní úředník. Od roku 1878 působil na různých postech ve státní správě v Čechách a na Moravě, svou kariéru završil ve funkci zemského prezidenta ve Slezsku (1898–1906).

## Životopis
Pocházel z významné šlechtické rodiny Thun-Hohensteinů, patřil ke klášterecké linii. Narodil se jako nejstarší syn dlouholetého salcburského místodržitele Zikmunda Ignáce z Thun-Hohensteinu (1827–1897), matka pocházela z rodu Nosticů z Rienecku.
Studoval práva v Praze a ve Štýrském Hradci, po studiích vstoupil v roce 1878 do státních služeb. Začínal jako nižší úředník ve Štýrsku a Kraňsku, v letech 1881–1884 byl okresním hejtmanem ve Znojmě, v roce 1881 zároveň získal titul c. k. komorníka.
Od roku 1884 působil jako tajemník u českého místodržitelství, v letech 1885–1886 byl zároveň dočasným správcem okresního hejtmanství v Trutnově. V letech 1886–1892 byl okresním hejtmanem v Teplicích, mimo jiné působil jako komisař ústecko-teplické dráhy. S hodností místodržitelského rady pracoval od roku 1892 u hornorakouského místodržitelství v Linci. V letech 1898–1905 byl zemským prezidentem ve Slezsku.
Za zásluhy získal Řád železné koruny (1893) a velkokříž Řádu Františka Josefa (1905). Od roku 1902 byl c. k. tajným radou a získal také čestné občanství v Bohumíně (1903).
Zemřel ve Vídni dne 11. července 1932. Byl pohřben na hřbitově v Nových Hradech. Hrob jeho a jeho manželky se nachází za Buquoyskou hrobku. Není úplně jasné, proč nejsou pohřbeni přímo v hrobce.

## Rodina
Ve Vídni se 15. června 1881 oženil s hraběnkou Gabrielou Buquoyovou (11. 11. 1859 Vídeň – 20. 5. 1934 Vídeň), sestrou rakouského ministra orby Ferdinanda z Buquoy (1856–1909). Měli spolu tři děti, z nichž dvě zemřely v dětství:
- 1. Matylda (10. 3. 1882 Znojmo – 27. 3. 1885 Praha)
- 2. Karel Josef (15. 1. 1883 Znojmo – 4. 8. 1961 Salcburk), c. k. komoří a podplukovník
  - ⚭ I. (1913) Sára Marie z Hohenlohe-Waldenburg-Schillingsfürstu (20. 2. 1885 Stuttgart – 6. 5. 1938 Tutzing, Bavorsko)
  - ⚭ II. (1940) Olga von Rauch (28. 10. 1896 Braunschweig – 22. 9. 1979 Salcburk)
- 3. Zikmund Karel Josef (10. 8. 1890 Teplice – 23. 4. 1906 Vídeň)

Josefův mladší bratr Felix Leopold (1859–1941) sloužil v c. k. armádě, byl důstojníkem císařských gard a za první světové války byl v hodnosti polního podmaršála velitelem v Mostaru.